# 진주 (가수)
진주(본명: 주진, 1980년 7월 4일~)는 대한민국의 가수이다. 1997년 정규 1집 앨범 《해바라기》로 데뷔했다. 서울장신대학교에서 실용음악학부 전임교수로 재직 중이며 학과장이다.

## 학력
- 난우초등학교(졸업)
- 성보중학교(졸업)
- 삼성고등학교(졸업)
- 동덕여자대학교(졸업)
- 이화여자대학교 대학원 예술학과(졸업)
- 상명대학교 뉴미디어대학원 공연예술학과(졸업)

## 경력
- 국제음악예술학교 전공실기 외래교수(2006년)
- 우송정보대학 실용음악과 겸임교수(2006년)
- 명지전문대학 강의(2007년)
- 정화예술대학교 실용음악학부 전임교수(2020년)

## 발매 음반

### 정규 음반
1. 해바라기(1997. 12. 17.)
2. Jinju`s Soul Music(2001. 2. 5.)
3. LOVE IS...(2001. 3. 6.)
4. Chance(2001. 12. 27.)

### 미니 음반
1. Jinjoo & Wedding(2004. 11. 22.)
2. White(2008. 1. 10.)
3. Pearlfect(2009. 1. 13.)

### 싱글 음반
1. Life Goes On(2007. 5. 23.)

### 디지털 싱글
1. The Legend of Jinju(2006. 10. 11.)
2. Snow X-Mas(2008. 12. 3.)
3. 프로젝트 소개 - Follow & Plus(2010. 12. 8.)

## 가수 외 활동

### 예능
- 2008년: GTV 《조영구의 오디션》 - 심사위원
- 2015년: MBC 《미스터리 음악쇼 복면가왕》- 제3대 복면가왕 딸랑딸랑 종달새
- 2020년: JTBC 《투유 프로젝트 - 슈가맨》 출연